# رالي كورسيكا 2018
2018 رالي كورسيكا (بالفرنسية: Tour de Corse 2018)‏ . هو أحد سباقات بطولة العالم للراليات 2018 ‏، وفاز فيه سيباستيان أوجييه، وجوليان أنغراسيا، وFord Fiesta WRC ‏، وM-Sport World Rally Team ‏.